# HD 69830
HD 69830 はとも座の方向に約41光年離れた位置にある恒星である。2005年のスピッツァー宇宙望遠鏡の観測によって、周りに塵円盤が発見されている。円盤には、太陽系の小惑星帯よりも多くの塵が含まれているとされている。2017年現在、海王星サイズの太陽系外惑星が3つ、公転している事が知られている。

## 特徴
| 太陽 | HD 69830  |
| ---- | --------- |
| 太陽 | Exoplanet |

HD 69830はスペクトル型G8V型のG型主系列星である。太陽の0.863倍の質量、0.9058倍の半径、0.622倍の光度で、金属量は太陽よりも11%少ない。太陽よりやや小ぶりな恒星である表面温度は5,395Kと太陽の5,778Kよりやや冷たい。年齢は106億年で、これは太陽の約46億年よりもかなり年老いているが、この値には±40億年という大きな誤差がある。
地球からは約40.7光年離れている。地球からはとも座の北東部に位置しており、シリウスの東、プロキオンの南西、おおいぬ座δ星の北東、とも座ζ星の北に見える。
HD 69830のハビタブルゾーン(HZ、液体の水が存在できる領域)の範囲は最も狭い場合で0.767AUから1.368AU、最も広い場合で0.605AUから1.442AUとなる。惑星HD 69830 d(0.63AU)はこのハビタブルゾーンの内側の縁付近を公転している。

## 惑星系
HD 69830は3つの惑星を持っているが、いずれも海王星サイズのもので、木星型惑星が発見されていない。このようなタイプの惑星系としては最初に発見されたものである。発見された3つの惑星のうち最も外側にあるHD 69830 dは先述のとおり、ハビタブルゾーン内にあり、液体の水が安定して存在し得る。この惑星は後述する塵円盤にとって外側の「羊飼い惑星」であると信じられている。これらの惑星は自身の重力により主星のHD 69830を揺さぶりを検知する、ドップラー分光法によって発見された。ただし、ドップラー分光法は惑星を「間接的」に発見する手法のため、得られる物理的特徴は下限質量のみとなる。各々の惑星の下限質量は地球の10.2、11.8、18.1倍であり、どれも海王星クラスの下限質量を持つが、あくまで下限なので実際の値はもっと大きい可能性もある。公転周期は8.667、31.56、197地球日である。惑星はチリにあるヨーロッパ南天天文台の望遠鏡を使って発見された。
| 名称 （恒星に近い順） | 質量         | 軌道長半径 （天文単位） | 公転周期 (日) | 軌道離心率   | 軌道傾斜角 | 半径      |
| --------------------- | ------------ | ----------------------- | ------------- | ------------ | ---------- | --------- |
| b                     | >10.2 M⊕     | 0.0785                  | 8.667 ± 0.003 | 0.1 ± 0.04   | 13+27 −13° | 0.5314 RJ |
| c                     | >11.8 M⊕     | 0.186                   | 31.56 ± 0.04  | 0.13 ± 0.06  | 13+27 −13° | 0.554 RJ  |
| d                     | >18.1 M⊕     | 0.63                    | 197 ± 3       | 0.07 ± 0.07  | 13+27 −13° | 0.6383 RJ |
| 塵円盤                | 0.93—1.16 au | 0.93—1.16 au            | 0.93—1.16 au  | 0.93—1.16 au | —          | —         |

## 塵円盤
塵円盤は2005年、スピッツァー宇宙望遠鏡の観測によって検出された。この円盤は後に発見された惑星dの外側にあり、太陽系の小惑星帯にくらべ20倍もの総質量を持つと考えられている。主星からの距離は太陽系でいうと金星軌道から地球軌道付近にあたる。近くの惑星からは、地球からみた黄道光の1000倍の明るさで輝いて見えるとされている。これは天の川よりも明るい。
塵円盤は冥王星サイズの彗星が重力的に軌道を乱されて主星の近くを通過し、構成成分が蒸発したために塵が撒き散らされて一時的に形成されている可能性がある。塵円盤はカンラン石を含んでおり、ヘール・ボップ彗星と組成が似ている。しかし、超巨大彗星が恒星へ落ちていくという希少な現象が、たまたまスピッツァーによる短い観測時間で捉えられる可能性はわずかである。

## 画像

HD 69830系の惑星の軌道を表した図。惑星dの外側の紫色の部分に塵円盤がある。
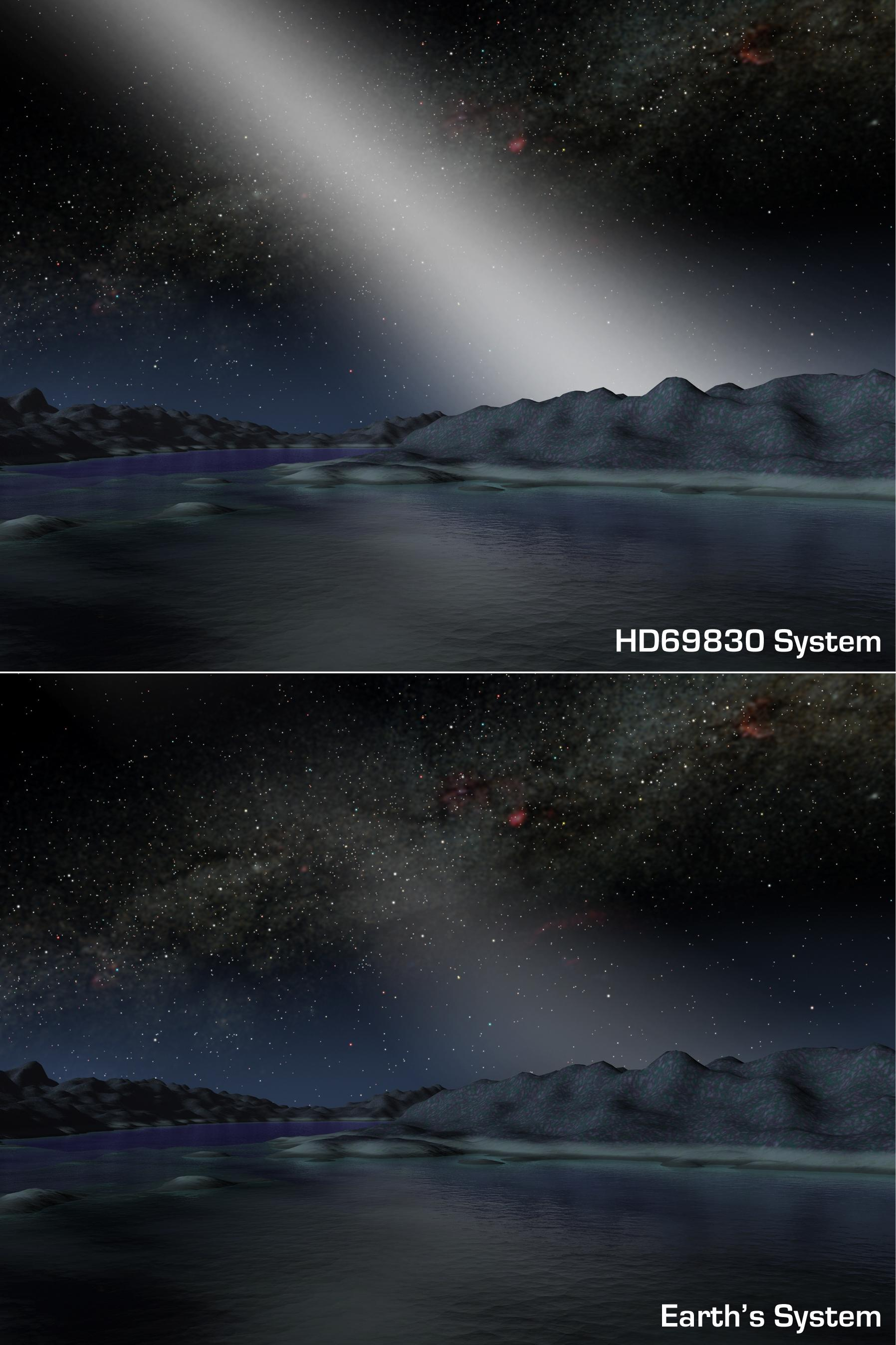
地球から見た黄道光(下)とHD 69830の惑星から見た塵円盤(上)の比較。